# Eugène Maizan
Eugène Maizan (Montauban, 28 de septiembre de 1816  - 9 de julio de 1845) fue un explorador francés.

## Biografía
Maizan estudió en la Escuela Politécnica y fue nombrado teniente en enero de 1840. Al regresar en 1843 de una campaña en aguas de África Oriental, Maizan concibió el proyecto de explorar África de este a oeste. El ambicioso proyecto consistía en explorar el África tropical desde Zanzíbar, dirigirse hacia el lago Chad y luego intentar encontrar las fuentes del Nilo Blanco, cruzar el Níger y regresar a Europa a través del Sahara.
Una vez aceptada su misión por los ministerios competentes, en 1844 Maizan se dirigió a la isla de La Reunión, donde se embarcó en la corbeta Le Berceau, que se dirigía a Zanzíbar para firmar un tratado con el Saíd II de Omán, sultán de Mascate y Omán, e instalar al nuevo cónsul francés.
Pasó más de ocho meses en el sultanato de Zanzíbar, hasta que abandonó repentinamente la isla en abril de 1845 y desembarcó en la ciudad costera de Bagamoyo. Maizan había planeado viajar en una caravana de comerciantes de marfil, pero finalmente se encontró casi solo, con gran cantidad de equipaje y escasa protección. Decidió dejar el equipaje en la costa y dar un gran rodeo exploratorio para evitar los territorios de P'hazi Mazungera, un jefe de los wazaramo que había mostrado intenciones hostiles hacia su expedición, alentado por los comerciantes árabes de marfil, que temían la aparición y la competencia de los comerciantes franceses en estas regiones.
Después de veinte días de marcha, se detuvo en el pueblo de Dege la Mhora, desde donde envió una carta al cónsul francés de Zanzíbar solicitando el envío de su equipaje. El mensajero enviado traicionó a Maizan y dio la ubicación de su campamento a P'hazi Mazungera, que en julio de 1845 apresó a Maizan. El hijo de Mazunguera, Hembé, le torturó hasta la muerte para que confesara la ubicación de un supuesto tesoro. Un criado comprado por el sultán de Zanzíbar al jefe wazaramo dio los detalles de la muerte de Maizan y entonces el cónsul francés dispuso se recuperase el equipo abandonado.
El sultán de Zanzíbar, que tenía el compromiso de entregar al asesino a las autoridades francesas, envió un ejército de 400 mosqueteros tras Mazungera, pero descubrieron que había huido. John Hanning Speke, que conoció a Hembé, el hijo de Mazungera, culpó de la muerte de Maizan a la insistencia de los árabes, que no querían que los europeos interfirieran con el comercio de marfil. Speke asumió que Hembé habría sido asesinado si hubiera desobedecido. Richard Francis Burton comentaría más tarde que los wazaramo habían perdido mucho en poder e importancia desde la muerte de Maizan. 